# Point Blank (album de Point Blank)
Pour les articles homonymes, voir Point Blank.
Albums de  Point Blank
Second Season
(1977)
Point Blank est le premier album du groupe de rock sudiste texan, Point Blank.
 Il est sorti en septembre 1976 sur le label Arista Records et a été produit par Bill Ham, le producteur d'un autre groupe texan, ZZ Top.

## Titres
- Les titres sont principalement signés par l'ensemble du groupe, sauf indications.

1. Free Man  (Rusty Burns / John O'Daniel) - 5:09
2. Moving - 3:13
3. Wandering - 5:19
4. Bad Bees (Burns / Philip Petty) 2:31
5. That's The Law - 3:41
6. Lone Star Fool (Kim Davis / O'Daniel) - 4:17
7. Distance - 5:12
8. In This World (Davis / O'Daniel) -3:12

## Composition du groupe pour l'enregistrement
- Rusty Burns : guitares, slide, chœurs.
- Kim Davis : guitares, chœurs.
- Peter Gruen : batterie, percussions.
- John O'Daniel : chant.
- Philip Petty : basse.